# Стокфиск
Стокфи́ск — пресно-сушёная рыба, получаемая методом холодной сушки. Рыбный белковый концентрат. Технология сушки рыбы распространена на севере Европы, в частности, в Норвегии и Исландии.
Сырьём на стокфиск идут исключительно тощие рыбы, чаще всего треска, реже пикша и сайда. Для получения продукта высшего качества, чтобы мясо стокфиска приобрело характерный белый цвет, важным этапом предварительной обработки только что выловленного рыбного сырья является обескровливание: рыбе подрезают калтычок, соединяющий голову с брюшком, и оставляют для стекания крови. Затем рыбу разделывают на пласт без головы, моют в пресной воде, связывают бечевой попарно и направляют на сушку на сушильных рамах на открытом воздухе либо в камерах тоннельного типа с принудительной циркуляцией воздуха. Сушка в естественных условиях допускается только при температуре не выше 10 °C в течение 6—8 недель. Выход сушёной рыбы составляет 25—27 % от массы исходного сырья. Высушенная рыба проходит сортировку и складируется в кипы по 50 кг для дальнейшего прессования с целью придания рыбному продукту привлекательного внешнего вида и компактности. Размачивание стокфиска для кулинарной доработки производится в достаточно холодной воде в течение нескольких дней. Продукт набухает до влажности, близкой к свежей рыбе.
Стокфиск считался настолько важной частью жизни Исландии, что с середины XIV века использовался в качестве неофициальной эмблемы, а затем стал и официальным гербом Исландии. Щит с коронованным стокфиском изображался на большом королевском гербе Дании, где символизировал Исландию. Стокфиск оставался гербом Исландии до 1903 года.
В северных регионах России, где длительный период в году держится низкая температура, пресно-сушёный продукт из тресковых и частиковых рыб заготавливается методом вымораживания под крытыми вешалами.